# مونتيسيلفون
مونتيسيلفون؛ (أربوريشت: مونكسهوفوني)هو مجتمع أربوريشت في مقاطعة كامبوباسو، في منطقة موليز الإيطالية، وتقع على بعد حوالي 40 كيلومترًا (25 ميلًا) شمال شرق كامبوباسو.
تقع مونتيسيلفون على حدود البلديات التالية: جوجليونيزي، مونتينيرو دي بيساشيا، بالاتا.